# Enrico Del Debbio
Enrico Del Debbio (Carrara, 26 maggio 1891 – Roma, 12 luglio 1973) è stato un architetto italiano.

## Biografia

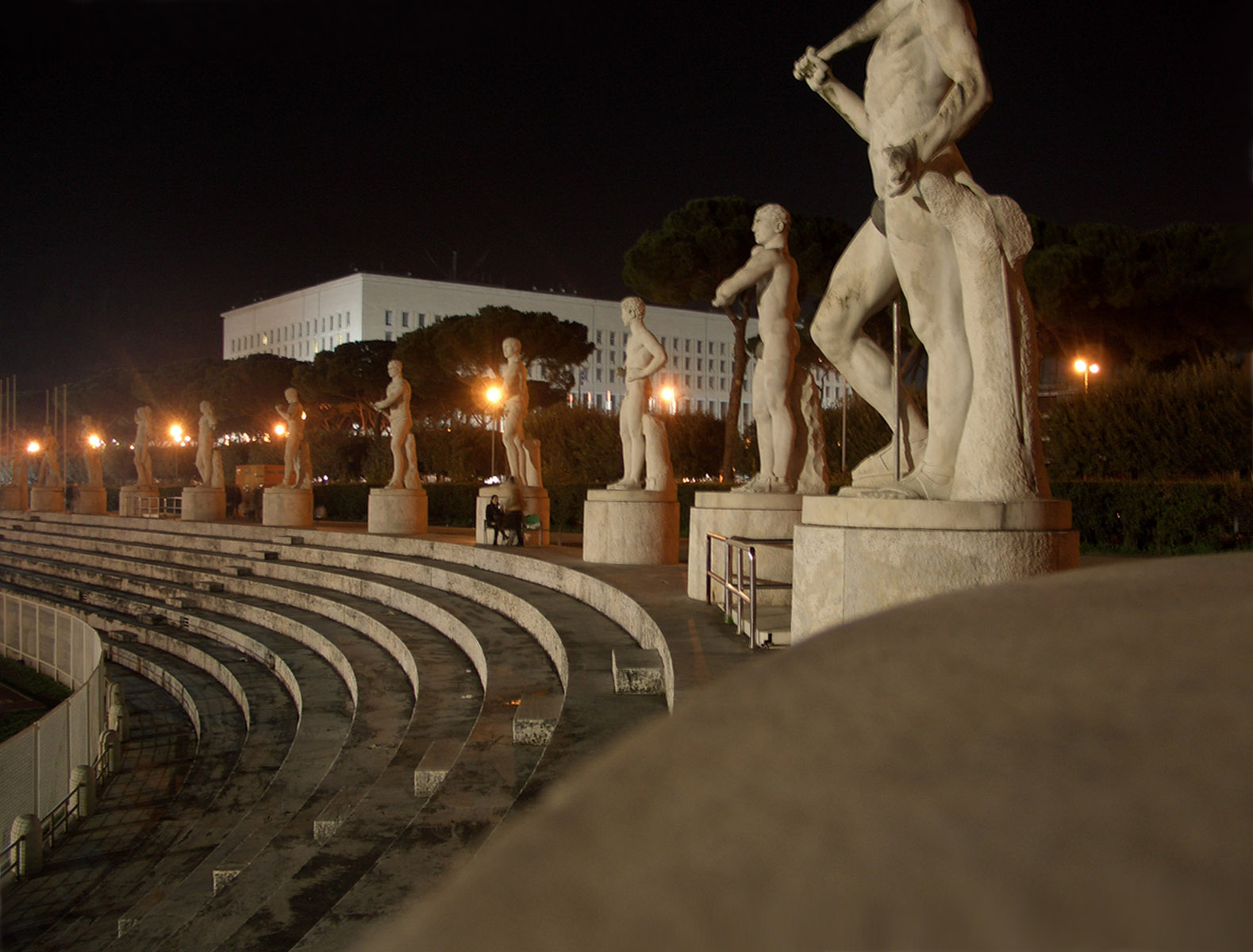
Lo Stadio dei Marmi e il palazzo della Farnesina.

Dopo aver compiuto gli studi all'Accademia di Belle Arti di Carrara con specializzazione in Architettura, si trasferisce a Roma nel 1914 dove vince il Pensionato artistico nazionale di architettura. Inizia la sua attività in collegamento con i circoli artistico-letterari della Capitale. Partecipa con successo a diversi concorsi di architettura, vince nel 1921 il 1º premio per l'architettura alla Prima Biennale d'Arte e inizia l'attività di insegnamento presso la Scuola Superiore di Architettura di Roma.
Negli anni venti ricopre numerosi incarichi nelle istituzioni pubbliche quali la partecipazione al Comitato organizzatore della Quadriennale Romana. Nel 1923 realizza il Palazzo della FIAT a via Calabria a Roma. Nel 1931 è consulente tecnico-artistico del Palazzo delle Esposizioni per la Mostra del Decennale della Rivoluzione Fascista, mentre come direttore dell'ufficio tecnico dell'Opera Nazionale Balilla si occupa della realizzazione degli impianti tecnico-sportivi delle Case del Balilla in tutt'Italia sino al 1934.

Casa del Balilla al Foro Italico

Nel 1927 inizia la progettazione e realizzazione del Foro Mussolini (poi Foro Italico) (1927-1960). 

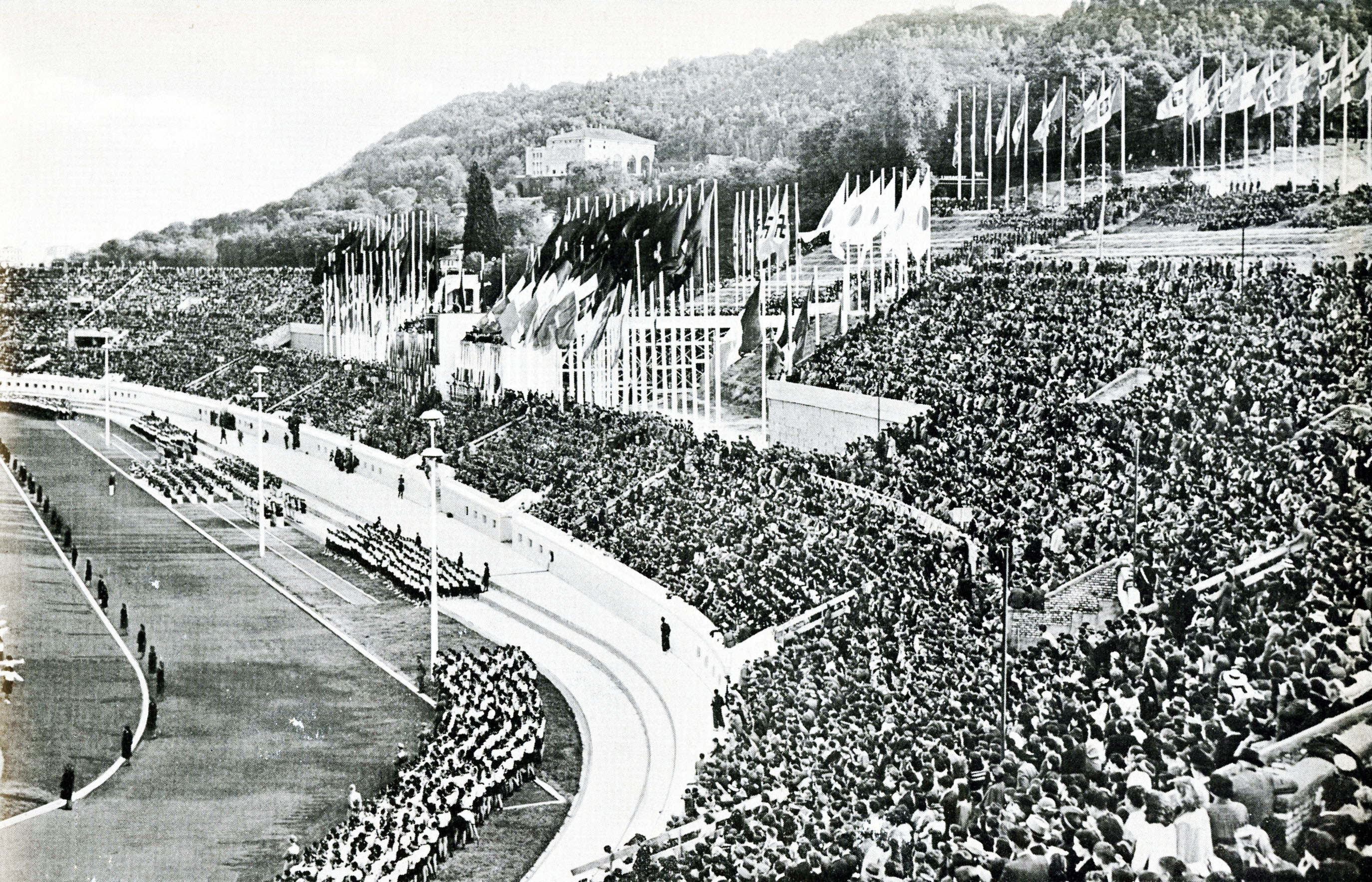
Lo stadio Mussolini (oggi stadio Olimpico) nel 1941 con progetto iniziale di Del Debbio

In questo progetto si concretizzano molte delle sue opere più conosciute: l'Accademia di Educazione Fisica (1927 - ora Palazzo H - CONI), lo Stadio dei Marmi (1928), la Foresteria Sud (1929 - ora Ostello della Gioventù), i Magazzini di Casermaggio, la Colonia Elioterapica (1934), il Palazzo Littorio di Roma, poi Palazzo della Farnesina sede del Ministero degli Affari Esteri (1935/43) con Arnaldo Foschini e Vittorio Ballio Morpurgo. 
Dopo la guerra (1956-1960) completa la sede del Ministero degli Esteri, realizza per le Olimpiadi di Roma lo Stadio del Nuoto (1956 - con A. Vitellozzi) e completa il piano regolatore del Foro con tutta la sistemazione del verde, gli impianti d'illuminazione, le nuove strade adiacenti e la Casa Internazionale dello Studente, sempre nel complesso del Foro Italico.
Suo anche il progetto della Facoltà di Architettura di Roma Valle Giulia, situata nei pressi della Galleria nazionale d'arte moderna e contemporanea, che lo tiene impegnato dal 1932 al 1967.
Insieme a Mons. Ennio Francia, è uno degli animatori della Messa degli Artisti, a partire dal 1941. È stato vice-presidente dell’Istituto nazionale di urbanistica dal 1940 al 1944.
Nel dopoguerra è Docente alla facoltà di architettura dell'università Sapienza di Roma, dove diviene direttore dell'istituto di disegno e rilievo dei monumenti dal 1957 al 1964.
Nel 1959 è insignito della medaglia d’oro di I Classe riservata ai Benemeriti della scuola, della cultura e dell’arte.
È autore di molte opere architettoniche a Roma e in varie parti d'Italia, in particolare a Firenze e a Terni. Muore a Roma nel 1973.

## L'archivio delle opere

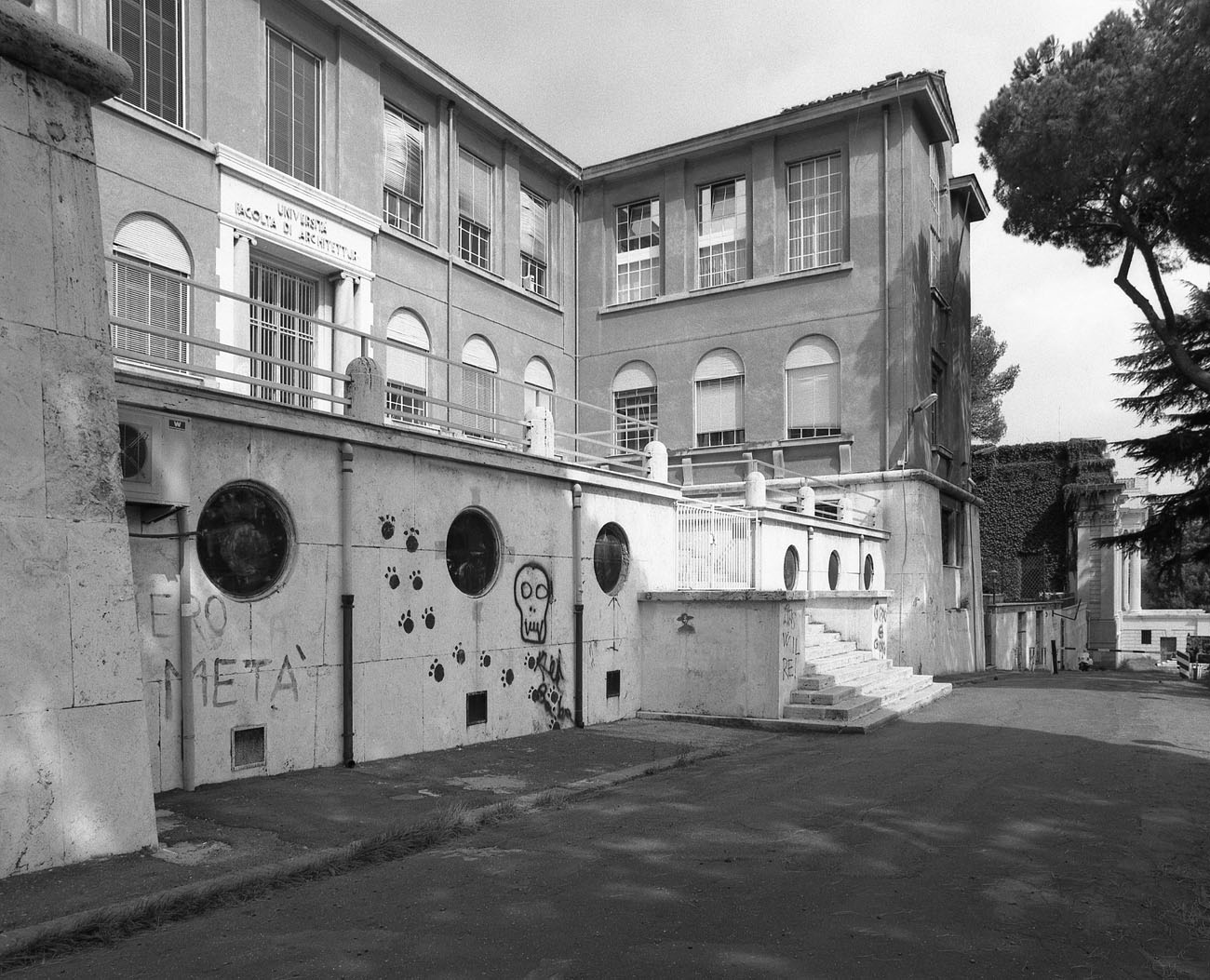
La Facoltà di Architettura di Roma

Nel 2002 l'Archivio delle Opere di Enrico del Debbio è stato acquisito da l'Archivio degli Architetti del Novecento curato dal Centro Archivi di Architettura del Museo delle Arti del XXI Secolo MAXXI di Roma, dove è possibile la consultazione per lo studio e la ricerca.
Dal 7 dicembre 2006 al 4 febbraio 2007 presso la Galleria Nazionale d'Arte Moderna di Roma è stata allestita la mostra monografica Enrico Del Debbio. La misura della modernità, con percorso espositivo cronologico e tematico incentrato sulla grande sezione dedicata al Foro Italico. È stata anche la prima occasione per esporre una selezione ragionata del ricchissimo materiale grafico e documentario (schizzi, bozzetti, tempere, disegni, progetti, modelli, documenti e fotografie) conservato nell'archivio personale.

## Opere principali
- Piani regolatori del foro Italico (1928-1929-1932/33- 1956/60)
- Accademia di Educazione Fisica - (Palazzo del Coni - Foro Italico)
- Stadio dei Marmi (Foro Italico)
- Foresteria sud, ora Ostello della Gioventù (Foro Italico)
- Colonia Elioterapica (Foro Italico)
- Palazzo del Ministero degli Esteri (con A. Foschini e V. Morpurgo)
- Stadio Olimpico del Nuoto (Foro Italico) (con A. Vitellozzi)
- Casa Internazionale dello Studente- CIVIS (Foro Italico) (con Piero Maria Lugli)
- Facoltà di Architettura a Valle Giulia Università di Roma La Sapienza
- Casa della gioventù italiana del Littorio, Avellino
- Cooperativa "Ars"
- Villa Nomentana
- Parco della Rimembranza (Anagni)
- Parco della Rimembranza (Gorizia) 1923
- Monumento ai Caduti della Grande Guerra (Pietragalla) 1924
- Basamento del Monumento ai Caduti di Trieste, 1935
- Palazzo della GIL, Modena (1936-37)

## Il cofano portabandiera
Nel 1930 Del Debbio disegnò il cofano per la Bandiera di combattimento del sommergibile Balilla, varato nel 1928; realizzato in radica di noce nostrana, era munito di due appoggi in ebano raffiguranti due galere rostrate con remi in avorio e, sul lato, di un fascio littorio attorniato dalla dicitura A(nno) VIII (dell'era fascista). In avorio erano anche gli stemmi, le maniglie, le cerniere e la dicitura Balilla. Le grappe a punta di diamante, gli anelli e la testa di vittoria erano in oro. Il prezioso cofano fu presentato ai lettori della rivista Architettura e Arti Decorative nel fascicolo del maggio 1930.

## Programmi radiofonici Eiar
- Conversazione di Enrico del Debbio, Segretario del Sindacato Nazionale Fascista Architetti, Rubrica settimanale per professionisti e artisti, trasmessa il 31 gennaio 1942